# Freie Wahl (1764)

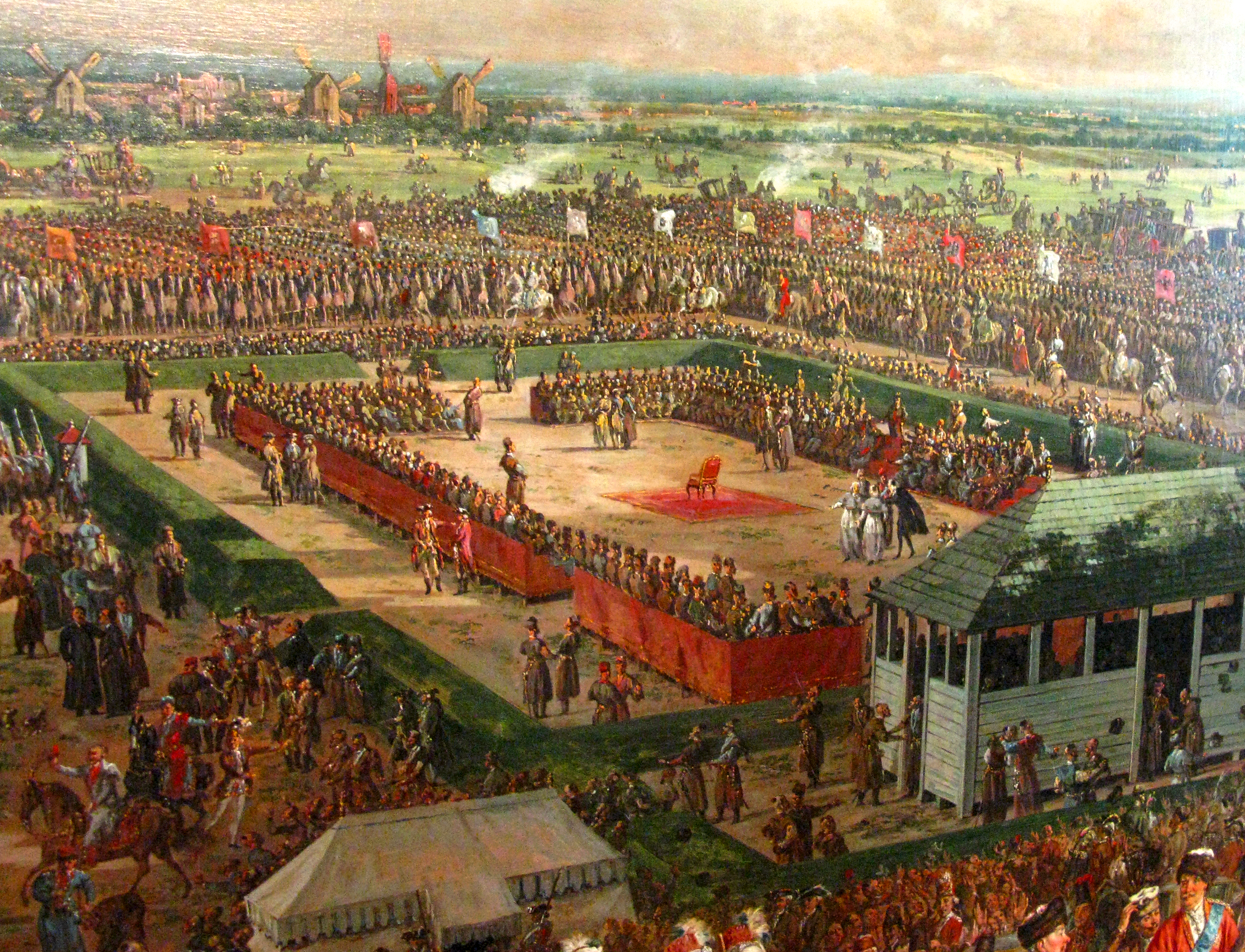
Die Wahl von Stanisław August Poniatowski im Jahr 1764

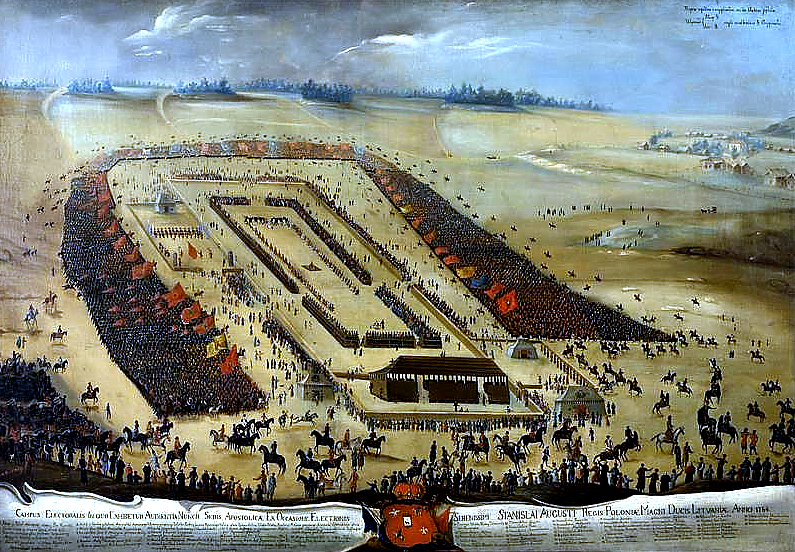
Das Publikum während der Wahl von Stanisław August Poniatowski

Die Freie Wahl von 1764 war die insgesamt elfte und letzte Wahl ihrer Art zur Bestimmung des Königs und Großfürsten der Königlichen Republik der polnischen Krone und des Großfürstentums Litauen durch den Adel in seiner Gesamtheit.

## Geschichte
Der Siebenjährige Krieg hatte den Aufstieg Preußens zur europäischen Großmacht zur Folge. Durch den Krieg war die 1569 etablierte Königliche Republik der polnischen Krone und des Großfürstentums Litauen, kurz Polen-Litauen (siehe auch Rzeczpospolita) nun von drei Großmächten – Russland, Preußen und Österreich – umgeben und war unter die nahezu vollständige Kontrolle der russischen Kaiserin Katharina der Großen geraten.
Nach dem Tod des polnischen Königs August III. dominierten zwei politische Lager, welche ihr Interesse am polnischen Thron äußerten. Die Magnaten aus dem Hause Potocki unterstützten den Hetman Jan Klemens Branicki, die einflussreiche Familie Czartoryski den Fürsten Adam Kazimierz Czartoryski. Unter Druck von Katharina der Großen wurde die Kandidatur von Adam Kazimierz Czartoryski wieder zurückgezogen und durch den großfürstlichen Mundsschenk Stanisław August Poniatowski ersetzt, welcher einer der Geliebten Katharinas war.
Die Unterstützung Russlands für Poniatowski bedeutete jedoch nicht automatisch, dass er neuer Herrscher von Polen-Litauen werden würde. Aufgrund der starken Einflussnahme von außen war der Adel in Polen-Litauen zunehmend antirussisch eingestellt und ein Sieg Branickis schien vorerst sicher.
Die Familie Czartoryski befürchtete jedoch bei der Wahl Branickis einen Bürgerkrieg, der im Fall einer Niederlage Poniatowskis von der russischen Kaiserin angeheizt werden würde. Sie hatten zudem keine Kenntnis davon, dass Russland und Preußen vorher einen geheimen Pakt geschlossen hatten, welcher eine Unterstützung Poniatowskis unter militärischen Mitteln vorsah. Bereits am 17. Oktober 1763 verfasste Katharina die Große einen Brief an Friedrich den Großen, in dem sie schrieb, dass von allen Kandidaten für die polnische Krone, Poniatowski der Unbeliebteste sei, und sie daher jedem dankbar sei, der ihm zur Wahl verhelfe. Am 11. April 1764 vereinbarten Russland und Preußen, dass beide Seiten Poniatowski unterstützen würden. Er war der vorteilhafteste Kandidat für Russland, da er als früherer Geliebter Katharina der Großen ein Garant für die Unterordnung Polen-Litauens durch Russland darstellte.
Die Czartoryskis, die ihrerseits der politischen Partei Familia zugeordnet wurden, betrachteten sich selbst als Patrioten. Sie befürworteten weitreichende Reformen, um dem drohenden Staatsverfall Polen-Litauens entgegenzuwirken. Gleichzeitig versuchten sie Provokationen gegenüber Russland zu vermeiden, das zu jener Zeit zur dominierenden Macht in Zentral- und Osteuropa aufgestiegen war. Die Parteivorsitzenden der Familia, Andrzej Zamoyski und August Aleksander Czartoryski, drängten aus diesem Grund auch auf die Entsendung des russischen Militärs, um während der Wahl für Ordnung zu sorgen.
Die zu den Czartoryskis in Opposition stehende Familie Potocki, welche damals die Partei der Republikaner berufen hatte, unterstützte die Beibehaltung der Goldenen Freiheit und des Liberum Veto, welche zuvor das aristokratisch-demokratische System des polnisch-litauischen Staates dominiert hatten.

## Wahlverlauf
Das erste Aufeinandertreffen der beiden politischen Lager geschah ab dem 7. Mai 1764 während der Einberufung des Sejm. Die Republikaner legten bei allen Gesetzesentwürfen der Czartoryski das Veto ein. Die russische Armee, welche in der Nähe von Warschau stationiert war, intervenierte jedoch und ordnete an, die Republikaner aus der Hauptstadt auszuweisen.
Die eigentliche Wahl, die wie üblich Anfang September in Wola, nahe Warschau, stattfinden sollte, wurde von rund 5000 Angehörigen der Szlachta begleitet. Poniatowski, unterstützt von russischen und preußischen Gesandten sowie Diplomaten aus Großbritannien und Dänemark, wurde einstimmig am 7. September 1764 gewählt.
Die Wahl wurde durch ein großes Militäraufgebot von Russland beeinträchtigt, welches vor den Toren Warschaus stationiert war. Am 13. September des gleichen Jahres unterzeichnete Poniatowski die Pacta Conventa. Am 25. November 1764 wurde Poniatowski schließlich durch den Primas Władysław Aleksander Łubieński zum König von Polen gekrönt. Die feierliche Zeremonie fand in der Johanneskathedrale zu Warschau statt. Bestürzt über die Reaktionen der Republikaner und landesweite Tumulte, trug Poniatowski während der Zeremonie keine traditionelle polnische Tracht, sondern modische Kleidung, angelehnt an spanische Gewänder aus dem 16. Jahrhundert.
Die Wahl wurde zunächst von Frankreich, Österreich und dem Osmanischen Reich nicht anerkannt, da diese in Poniatowski ein Werkzeug der russischen Kaiserin sahen. Dies änderte sich jedoch nach mehreren Interventionen russischer und preußischer Diplomaten.
In der Folge gründete sich 1768 die sogenannte Konföderation von Bar, die bislang bedeutsamste Vereinigung polnischer Landadliger. Sie forderte die erneute Einführung der Goldenen Freiheit und sah Poniatowski als fremdbestimmten Kurator und Volksverräter. Ihr Protest mündete in einem fünfjährigen Bürgerkrieg, den 1772 die Regierungstruppen unter Befehlshaber Karol Stanisław Radziwiłł gewinnen konnten. Trotzdem nahmen der Einfluss und die Landnahme durch Russland und Preußen zu, woran auch die Reformen und die Verabschiedung der modernen Verfassung vom 3. Mai 1791 nichts ändern konnten.